# رحلة الحب: حاج بيرم ولي
رحلة الحب: حاج بيرم ولي هو مسلسل تلفزيوني تركي تاريخي وروائي وديني من إنتاج شركة كمال تكدين، صدرت الحلقة الأولى منه في 11 شباط 2022 م، من إخراج كامل أيدين، وتأليف عيسى يلدز، وفاطمة نور جولدالي وعلي أوزان سلكيم. الدور الرئيس في المسلسل هو لبراق سيفينش. المسلسل هو الجزء الثاني من سلسلة رحلة الحب وهو تكملة لمسلسل رحلة الحب ليونس أمره. وقد بث المسلسل موسمه السادس والعشرون، في 28 نيسان 2022 م.

## الممثلين والشخصيات
| ممثل                    | شخصية                      | قسم  |
| ----------------------- | -------------------------- | ---- |
| براق سيفينش             | الملا نعمان / حاج بيرم ولي | 1-26 |
| حسين صويسلان [التركية]  | صمونجي بابا                | 1-26 |
| سينا جاكير              | عائشة خاتون                | 1-26 |
| سود كيزيك               | زهرة ذهبية                 | 1-26 |
| أتاكان نصف العالم       | عبد مراد                   | 1-26 |
| كمال باشار [الإنجليزية] | الشيخ مراد                 | 1-26 |
| سنان البيرق             | السيد مولود                | 1-26 |
| أيهان أونيم             | صدر الدين                  | 1-26 |
| حسين بايلان             | تحسين أفندي                | 1-26 |
| فرات توبكورور           | الملا رستم                 | 1-26 |
| زكاي أوزديمير           | سنان                       | 1-26 |
| دردا ياسر ينال          | أمير بخاري                 | 1-26 |
| أيدين سيغالي            | الملا فناري                | 1-26 |
| لطيف كورو               | بايزيد الأول               | 1-26 |
| سينك بهرام سو           | دورموس أفندي               | 9-26 |
| أيهان إروغلو [التركية]  | النبي الصوفي               | 5-26 |

## قائمة النشر
| موسم   | يوم النشر والوقت                                                                                             | بداية الموسم   | نهاية الموسم  | عدد الحلقات | قناة العرض |
| ------ | --- | -------------- | ------------- | ----------- | ---------- |
| 1.موسم | - الحلقات 1-7: الجمعة الساعة 20:00 - الحلقات 8-14: كل يوم الساعة 15:30 - الحلقات 15-26: كل ليلة الساعة 00:15 | 11 فبراير 2022 | 28 أبريل 2022 | 26          | تي آر تي 1 |

## روابط خارجية
- رحلة الحب: حاجي بيرم ولي على الموقع الرسمي لقناة TRT 1 نسخة محفوظة 2022-02-26 على موقع واي باك مشين.

## مصدر
- https://www.youtube.com/watch?v=rcHCfLrOKlc نسخة محفوظة 2022-02-12 على موقع واي باك مشين.